# NGC 2650
NGC 2650 è una galassia a spirale barrata situata nella costellazione dell'Orsa Maggiore, a una distanza di circa 187 milioni di anni luce dalla nostra Via Lattea.

## Scoperta
La galassia è stata scoperta il 18 gennaio 1802 dall'astronomo britannico di origine tedesca William Herschel.

## Descrizione
NGC 2650 ha una classe di luminosità II e presenta una larga riga a 21 cm dell'idrogeno neutro. Il database SIMBAD la classifica come galassia attiva.
Data la sua luminosità superficiale pari a 14,01, NGC 2650 può essere classificata come una galassia a bassa luminosità superficiale (nella letteratura in lingua inglese abbreviata in LSB, acronimo di Low Surface Brightness). Le galassie LSB sono galassie di tipo diffuso (D) con una luminosità superficiale inferiore di almeno una magnitudine a quella del cielo notturno circostante.

## Gruppo di UGC 4593
NGC 2650 fa parte del Gruppo di UGC 4593. Oltre a UGC 4593, il gruppo contiene almeno altre due galassie, cioè UGC 4697 e MK 95.